# Ornithopter
Az ornithopter olyan repülőgép, amely szárnyaival a madarak mozgását utánozza, és ezzel a levegőbe tud emelkedni. Neve a görög ornithos (madár) és pteron (szárny) szavakból ered. Működési elvét már az ókorban is kutatták. Jelenleg inkább egyfajta kísérleti repülő szerkezet, mint valóban használható légi jármű.

## Története
Az embert az ókortól kezdve érdekli a madarak mozgása. Később kísérleteket is tettek ilyen eszközök megépítésére (például Daidalosz és Ikarosz mondája). Ezek tulajdonképpen madártollakból összeépített szárnyak voltak, melyeket az emberi karra lehetett erősíteni. Azonban a mérnökök hamar belátták, hogy emberi erővel szinte lehetetlen olyan nagy mértékű felhajtóerőt generálni, mellyel akár másodpercekre is fel lehetne emelkedni a talajtól.
Az igazi ornithopterek ötlete csak a középkorban jelent meg, már Leonardo da Vinci is tervezett ilyen gépeket. Ha ebben a korban létezett volna elektromos, vagy egyéb meghajtású motor, a szakemberek szerint a szerkezetek működtek volna. Ezen motorok megjelenése már lehetővé tette a valóban működő ornithopterek megépítését a 20. század elején, ám ezek koránt sem bizonyultak olyan sikeresnek, mint a korban egyre elterjedő és megbízható merev szárnyú repülőgépek, így az ornithopter mechanizmusa már csak a kísérletezésben és a modellezésben él napjainkban.

## Működésük

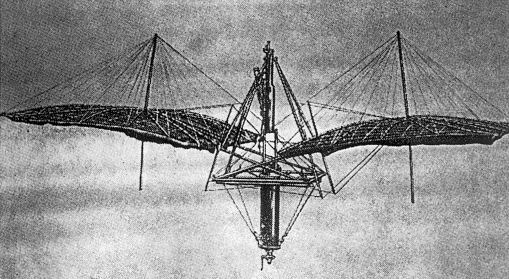
Blériot ornithopter tervrajza

Az ornithoptereket a törzsükben elhelyezett motor (korai verzióknál erős, felajzott gumiszál) hajtja meg. Ez egy szerkezetet mozgat, mely a szárnyakkal csapkodó mozgást végeztet, úgy, ahogy a madaraknál láthatjuk. A szárny lefelé lefele mozgással tolja a levegőt, így maga a gép felemelkedik, felemelésnél pedig sokkal kisebb légmozgást eredményez, így a gép nem süllyed vissza annyira.
Ezt a mechanizmust könnyen modellezhetjük akár otthon is, az interneten rengeteg leírást találhatunk egy gumi-, vagy akár egy motormeghajtású gép elkészítéséről.